# Isaac Mayer Wise

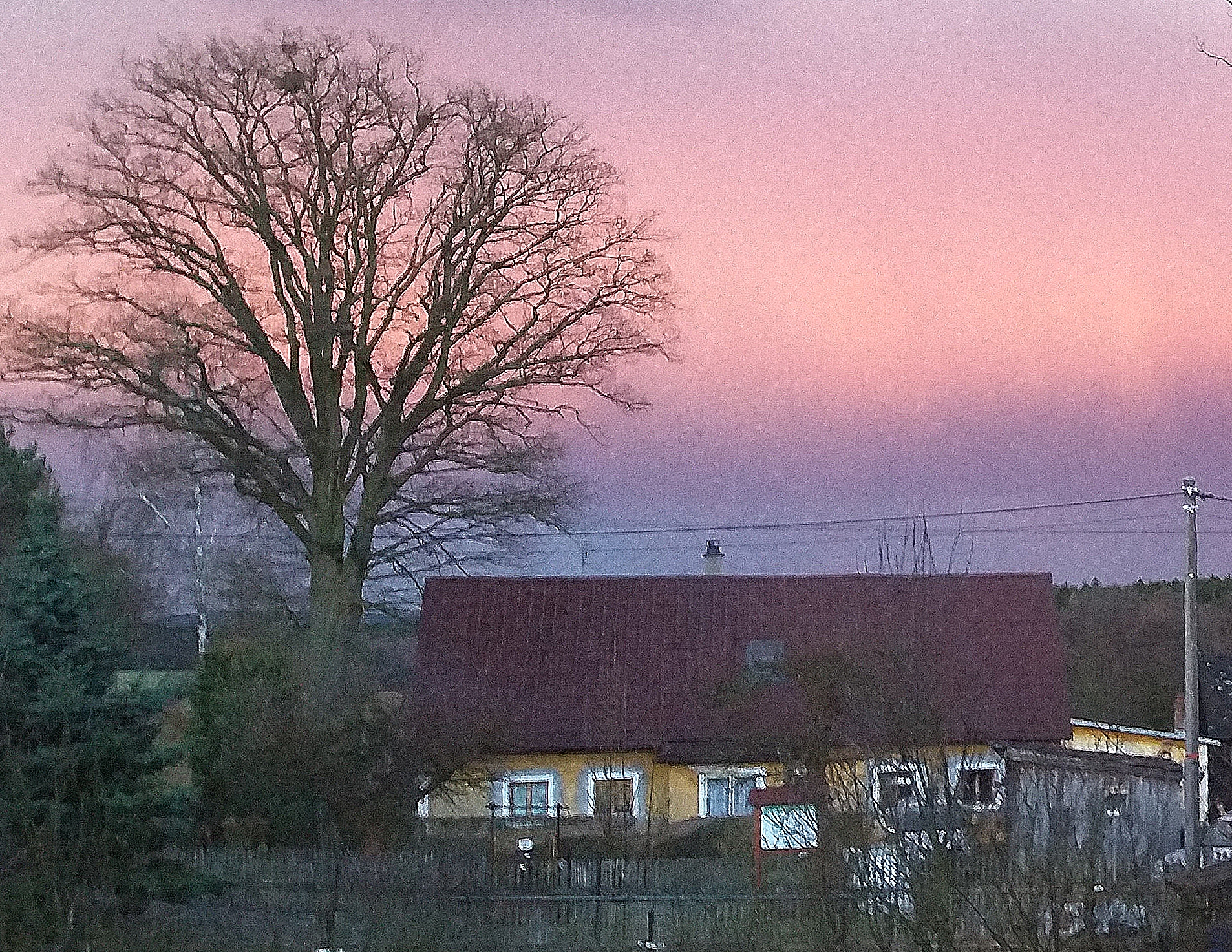
Rodný dům v Lomničce

Rabín Isaac Mayer Wise, původně Isaac Mayer Weis (29. března 1819, Steingrub (dnes Lomnička), Čechy, Rakouské císařství – 26. března 1900, Cincinnati, Ohio, USA) byl český reformní rabín, působící v Americe. Také byl náboženský reformátor, redaktor a spisovatel. Založil Hebrew Union College v Cincinnati.

## Biografie
Studoval na ješivě v Golčově Jeníkově, později i na univerzitách v Praze a Vídni.
V roce 1842 složil před rabínským soudem (Bejt din) v Praze zkoušky. Působil jako soukromý učitel v dnes zaniklé obci Lučina (dříve Grafenried, v okrese Domažlice). Jeho posledním působištěm v Čechách bylo městečko Radnice u Plzně, kde od roku 1843 zastával funkci rabína.
V roce 1846 opustil Evropu a přesídlil i s rodinou do USA, kde si změnil příjmení z Weis na Wise. Působil v Cincinnati ve státě Ohio, odkud zásadně reformoval americký judaismus prostřednictvím Unie amerických hebrejských kongregací a Union College, které založil a vedl. Vždy se hrdě hlásil ke svým českým kořenům.